# Кловердејл (Орегон)
Кловердејл (енгл. Cloverdale) насељено је место без административног статуса у америчкој савезној држави Орегон.

## Демографија
По попису из 2010. године број становника је 250, што је 8 (3,3%) становника више него 2000. године.
| Група             | 2000.       | 2010.       |
| Белци             | 236 (97,5%) | 235 (94,0%) |
| Афроамериканци    | 1 (0,4%)    | 0 (0,0%)    |
| Азијати           | 0 (0,0%)    | 0 (0,0%)    |
| Хиспаноамериканци | 0 (0,0%)    | 5 (2,0%)    |
| Укупно            | 242         | 250         |